# Gelastorhinus edax
Gelastorhinus edax är en insektsart som beskrevs av Henri Saussure 1899. Gelastorhinus edax ingår i släktet Gelastorhinus och familjen gräshoppor. Inga underarter finns listade i Catalogue of Life.